# Tramwaje w Niżnym Nowogrodzie

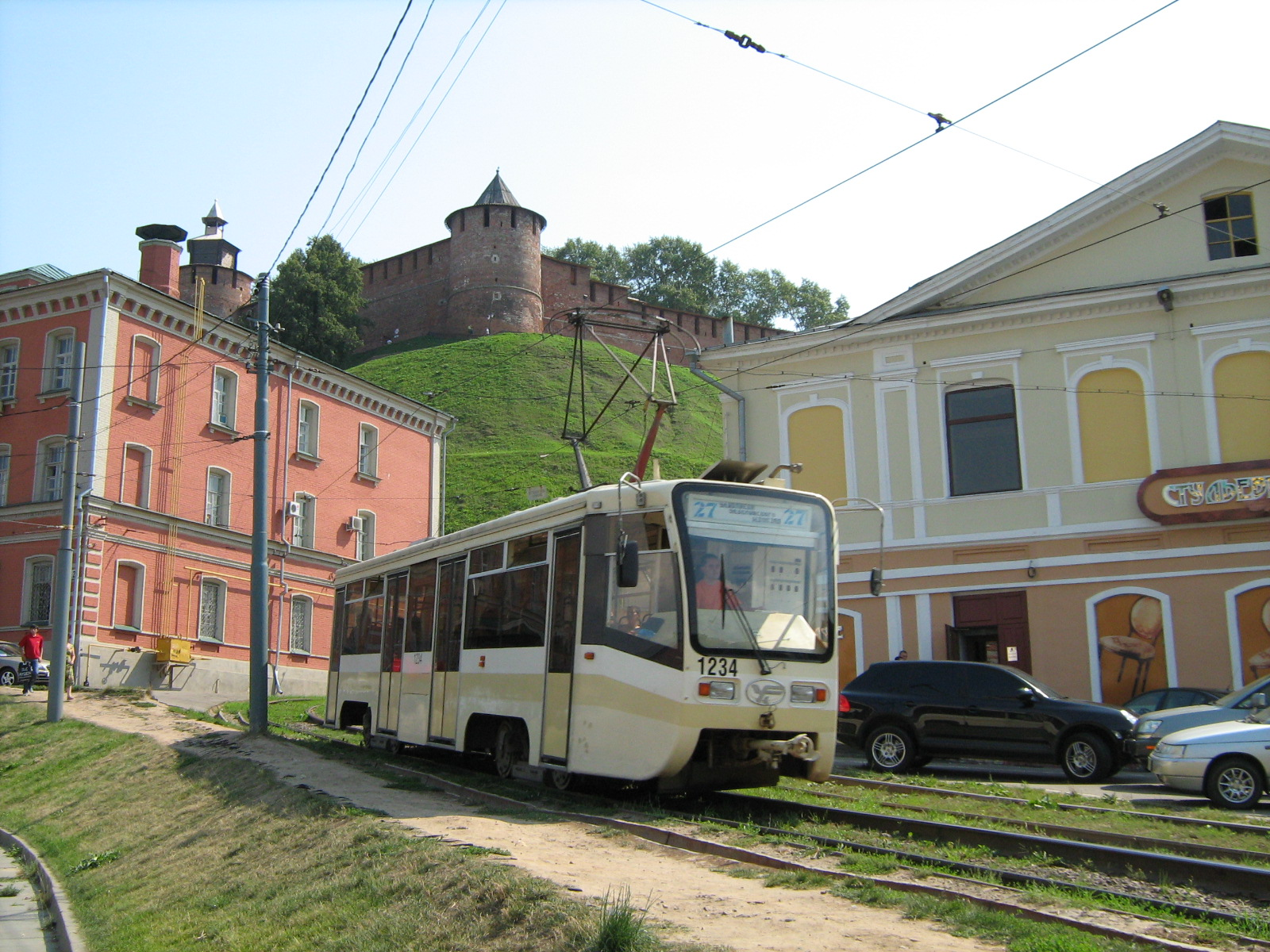
Tramwaj KTM-19KT o nr 1234

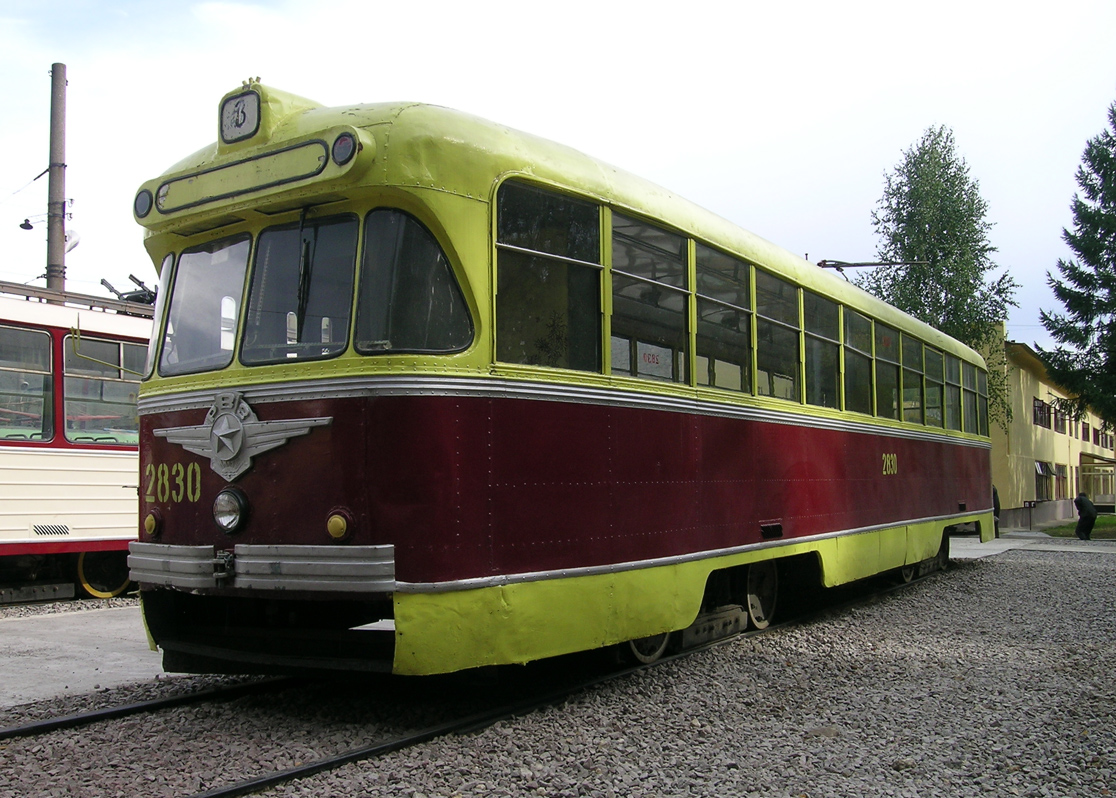
Tramwaj RVZ6M2 ustawiony na terenie zajezdni nr 1 w muzeum transportu

Tramwaje w Niżnym Nowogrodzie – system komunikacji tramwajowej działający w Niżnym Nowogrodzie od 1896.
Niżny Nowogród był jednym z pierwszych miast w Rosji, gdzie pojawiły się tramwaje elektryczne. Ruch tramwajowy został otwarty 8 maja 1896. Niżnonowogrodzkie tramwaje są jednym z najstarszych systemów tramwajowych w Rosji (tramwaje pojawiły się wcześniej w Kijowie (1892) – ówcześnie rosyjskim oraz w Królewcu (1895) – ówcześnie niemieckim). Wcześniej, bo w 1894, położono tory i puszczono tramwaje przez skutą lodem Newę w Petersburgu.
W Niżnym Nowogrodzie tramwaj ma standardowy dla Rosji rozstaw torów 1524 mm (5 stóp). Długość linii tramwajowych w Niżnym Nowogrodzie w 2007 wynosiła około 98 km. Operatorem tramwajów w Niżnym Nowogrodzie jest CBM Niżegorodelektrotrans.

## Zajezdnie
W Niżnym Nowogrodzie są trzy zajezdnie tramwajowe obsługujące linie:
- Zajezdnia tramwajowa nr 1
- Zajezdnia tramwajowa nr 2
- Zajezdnia tramwajowa nr 3 Dodatkowo na terenie zajezdni nr 1 jest muzeum komunikacji.

## Linie
Obecnie w Niżnym Nowogrodzie istnieje 18 linii tramwajowych:
| Linia | Trasa                                                               | Zajezdnia obsługująca linię |
| ----- | ------------------------------------------------------------------- | --------------------------- |
| 1     | Czernyj Prud – Moskowskij wokzał                                    | nr 2                        |
| 1e    | Błagowieszczenskaja płoszczad’ – Skoba                              | nr 1                        |
| 1k    | Czernyj Prud – Błagowieszczenskaja płoszczad’                       | nr 2                        |
| 2     | Płoszczad Liadowa – Czernyj Prud – płoszczad Liadowa (linia okólna) | nr 1                        |
| 3     | Park Dubki – Moskowskij wokzał                                      | nr 2                        |
| 5     | Płoszczad Liadowa – Myza                                            | nr 1                        |
| 6     | Moskowskij wokzał – Centr Sormowa – Moskowskij wokzał               | nr 2                        |
| 7     | Moskowskij wokzał – Centr Sormowa – Moskowskij wokzał               | nr 2                        |
| 8     | Ulica Igarskaja – Gnilicy                                           | nr 3                        |
| 9     | Błagowieszczenskaja płoszczad’ – Moskowskij wokzał                  | nr 2                        |
| 10    | Myza – Moskowskij wokzał                                            | nr 1                        |
| 18    | Łapszicha – Płoszczad’ Liadowa (linia okólna)                       | nr 1                        |
| 19    | Tramwajnoje depo nr 1 – Myza                                        | nr 1                        |
| 21    | Czerbyj prud – Park dubki                                           | nr 2                        |
| 22    | Stancyja metro Awtozawodskaja – Mikrorajon Socgorod-2               | nr 3                        |
| 27    | Tramwajnoje depo nr 1 – Moskowskij wokzał                           | nr 1                        |
| 28    | 52 kwartał – Gnilicy                                                | nr 3                        |
| 417   | 52 kwartał – Moskowskij wokzał                                      | nr 3                        |

## Tabor
Podstawę taboru tramwajowego w Niżnym Nowogrodzie stanowią wagony Tatra T3SU. W eksploatacji znajdują się także trzy wagony częściowo niskopodłogowe: KTM-23, LM-2008 i 71-407. Najnowszymi tramwajami są wagony 71-403 dostarczone w drugiej połowie 2011. Łącznie w eksploatacji znajduje się 314 wagonów tramwajowych obsługujących linie:
| typ                | sztuk |
| ------------------ | ----- |
| Tatra T3SU         | 100   |
| KTM-5              | 47    |
| Tatra T3SU KVR TRZ | 39    |
| Tatra T6B5         | 31    |
| KTM-19KT           | 28    |
| KTM-5A             | 23    |
| KTM-8KM            | 19    |
| KTM-8K             | 8     |
| KTM-19K            | 1     |
| 71-407             | 1     |
| LM-2008            | 1     |
| KTM-23             | 1     |
| 71-403             | 15    |

Muzeum transportu posiada 9 wagonów w tym (z każdego typu po jednym wagonie): RWZ-6M2, H, LM-49, MTW-82, RVZ-7, KM, LM-57, Erlikon oraz dwuosiowy wagon doczepny